# 푸리에 급수

수학에서 푸리에 급수(Fourier級數, Fourier series)는 주기 함수를 삼각함수의 가중치로 분해한 급수다. 대부분의 경우, 급수의 계수는 본래 함수와 일대일로 대응한다.
함수의 푸리에 계수는 본래 함수보다 다루기 쉽기 때문에 유용하게 쓰인다. 푸리에 급수는 전자 공학, 진동 해석, 음향학, 광학, 신호 처리와 영상 처리, 데이터 압축 등에 쓰인다. 천문학에서는 분광기를 통해 별빛의 진동수를 분해하여 별을 이루는 화학 물질을 알아내는 데 쓰이고, 통신 공학에서는 전송해야 하는 데이터 신호의 스펙트럼을 이용하여 통신 시스템 설계를 최적화하는 데 쓰인다.

## 역사
19세기 프랑스의 과학자이자 수학자인 조제프 푸리에가 열 방정식을 풀기 위하여 도입하였다. 프랑스 혁명에 참가했다.

## 정의
푸리에 급수는 주기함수를 기본적인 조화함수인 삼각함수 또는 복소 지수 함수의 급수로 나타낸 것이다. 주기함수 {\displaystyle f\colon \mathbb {R} \to \mathbb {C} }가 {\displaystyle T}의 주기를 가진다고 하자. 즉,
{\displaystyle f(x)=f(x+T)}
라고 하자. 또한, {\displaystyle f}가 모든 유한 구간(finite interval)에서 제곱적분 가능하다고 하자. 즉, 임의의 {\displaystyle a,b\in \mathbb {R} }에 대하여,
{\displaystyle \int _{a}^{b}|f|^{2}\,dx}
가 유한한 값으로 존재한다고 하자. 그렇다면 {\displaystyle f}의 푸리에 계수(Fourier coefficient) {\displaystyle g_{n}}을 다음과 같이 정의한다.
{\displaystyle g_{n}={\frac {1}{T}}\int _{t_{0}}^{t_{0}+T}\exp \left(-{\frac {2n\pi {i}x}{T}}\right)f(x)\,dx,\quad t_{0}\in \mathbb {R} .}
그렇다면 다음이 성립한다. 임의의 {\displaystyle x\in \mathbb {R} }에 대하여, 다음 식이 성립하지 않는 {\displaystyle x}의 집합은 르베그 측도 0을 가진다.
{\displaystyle f(x)=\sum _{n=-\infty }^{\infty }g_{n}\exp \left({\frac {2n\pi {i}x}{T}}\right)}.
만약 {\displaystyle f}가 연속미분가능 ({\displaystyle C^{1}}) 함수라면 (즉, {\displaystyle f}의 도함수가 존재하고 연속적인 경우) {\displaystyle f}의 푸리에 급수는 모든 {\displaystyle x}에서 {\displaystyle f(x)}로 수렴한다.

## 참고 문헌
- William E. Boyce, Richard C. DiPrima (2005). 《Elementary Differential Equations and Boundary Value Problems》 8판. New Jersey: Wiley. ISBN 0-471-43338-1.
- Fourier, Joseph (1822). 《Théorie Analytique de la Chaleur》.
  - 재판: Fourier, Joseph (2009). 《Théorie Analytique de la Chaleur》. Cambridge University Press. ISBN 9781108001809.
  - 영역 (역자 Alexander Freeman): Fourier, Joseph (2003). 《The Analytical Theory of Heat》. Dover. ISBN 0-486-49531-0.
- Gonzalez-Velasco, Enrique A. (1992). “Connections in Mathematical Analysis: The Case of Fourier Series”. 《American Mathematical Monthly》 99 (5): 427–441. doi:10.2307/2325087.
- Katznelson, Yitzhak (1976). 《An introduction to harmonic analysis》 2판. New York: Dover. ISBN 0-486-63331-4.
- Felix Klein, Vorlesungen über die Entwicklung der Mathematik im 19 Jahrhundert, Springer, Berlin, 1928.
  - 영역: Development of mathematics in the 19th century. Mathsci Press Brookline, Mass, 1979. (역자 M. Ackerman)
- Rudin, Walter (1976). 《Principles of mathematical analysis》. International Series in Pure and Applied Mathematics (영어) 3판. McGraw-Hill. ISBN 978-0-07-054235-8. MR 0385023. Zbl 0346.26002. 2014년 10월 6일에 원본 문서에서 보존된 문서. 2014년 10월 6일에 확인함.
- Zygmund, A. (2003). 《Trigonometric series》 3판. Cambridge: Cambridge University Press. ISBN 0-521-89053-5.

## 같이 보기
- 푸리에 변환
- 조화 해석학
- 조제프 푸리에